# Stachyarrhena reticulata
Stachyarrhena reticulata är en måreväxtart som beskrevs av Julian Alfred Steyermark. Stachyarrhena reticulata ingår i släktet Stachyarrhena och familjen måreväxter. Inga underarter finns listade i Catalogue of Life.